# Keramit

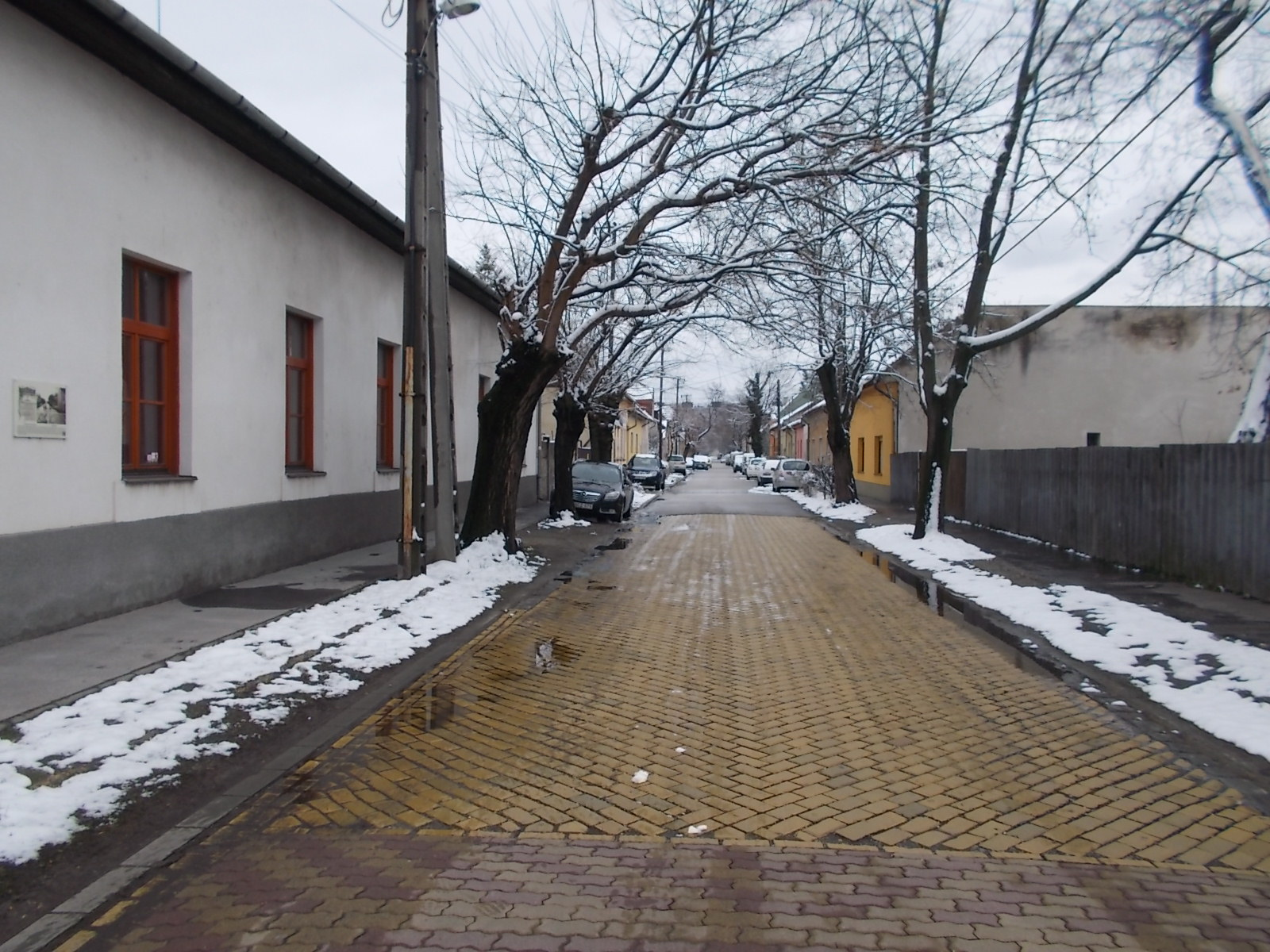
Keramittal burkolt útszakasz, Gergő utca, Pestújhely, 2018

A keramit a Magyar Kerámiagyár Rt. saját fejlesztésű kerámia útburkoló anyaga, mely különféle méretű, tömörré égetett mésztartalmú agyagból sajtolt, sárga színű útburkoló téglákból áll. 

## Története
A Magyar Királyi Szabadalmi Hivatal által 1904. január 30-án kiállított szabadalmi okirat szerint 1903. szeptember 28-ától állt szabadalmi oltalom alá a találmány. A keramit kifejlesztéséhez elvezető végső munkálatokat Otto Rost irányította a Kőszénbánya ’s Téglagyár Társulat Pesten névvel (KTTP) alakult részvénytársulat korábban Drasche Henrik tulajdonában működő kőbányai téglagyárában, de az anyag kifejlesztését megelőző kísérletek lefolytatásában része volt Görgei Artúrnak is.
A 20. század során számos közterületen, út- és járdaburkolásra, műhelycsarnokok építésére használták, illetve több magánterületen is keramitburkolatot építettek ki. A keramit jellegzetes sárga színéről ismerhető fel, ám emellett fontos tulajdonsága az anyag tartóssága, ugyanakkor nedvesség hatására felülete igen csúszóssá válik. Épp e síkosság miatt a kezdeti kísérletezést követően elsősorban mellékutcák, kisebb forgalmú útszakaszok burkolásánál alkalmazták. (Harsány kivételként a 70-es trolibusz útvonalán fekvő Damjanich utca, az Erzsébetvárosban az 1970-es évek végéig okozott számos balesetet.)
A korszerűbb útburkoló anyagok megjelenésével a keramit fokozatosan elvesztette népszerűségét és egyben piacát is. A korábban keramittal burkolt útvonalak, járdák, kapubeállók felületét sorra más anyagokkal kezdték el lefedni (gránit, trachit és bazalt kő, macskakő, aszfalt stb.), ami a keramitburkolattal fedett útfelület jelentős csökkenéséhez vezetett. Ettől függetlenül főleg régi bérházak belső udvarain és járdák szegélyköveiként napjainkig is maradt meg nagy mennyiségben keramitburkolat, valamint elszórtan több közterületen is megtalálhatók még keramittal burkolt utak, területek. Erre példa a XV. kerületben található Gergő utca, amelynek felújítása közben egy 10 méteres útszakaszon meghagyták az újrarakott keramit útburkolatot és a Csokonai Kulturális és Sportközpont kezdeményezésére 2014-ben emléktáblát avattak az érintett útszakasz melletti ház falán.

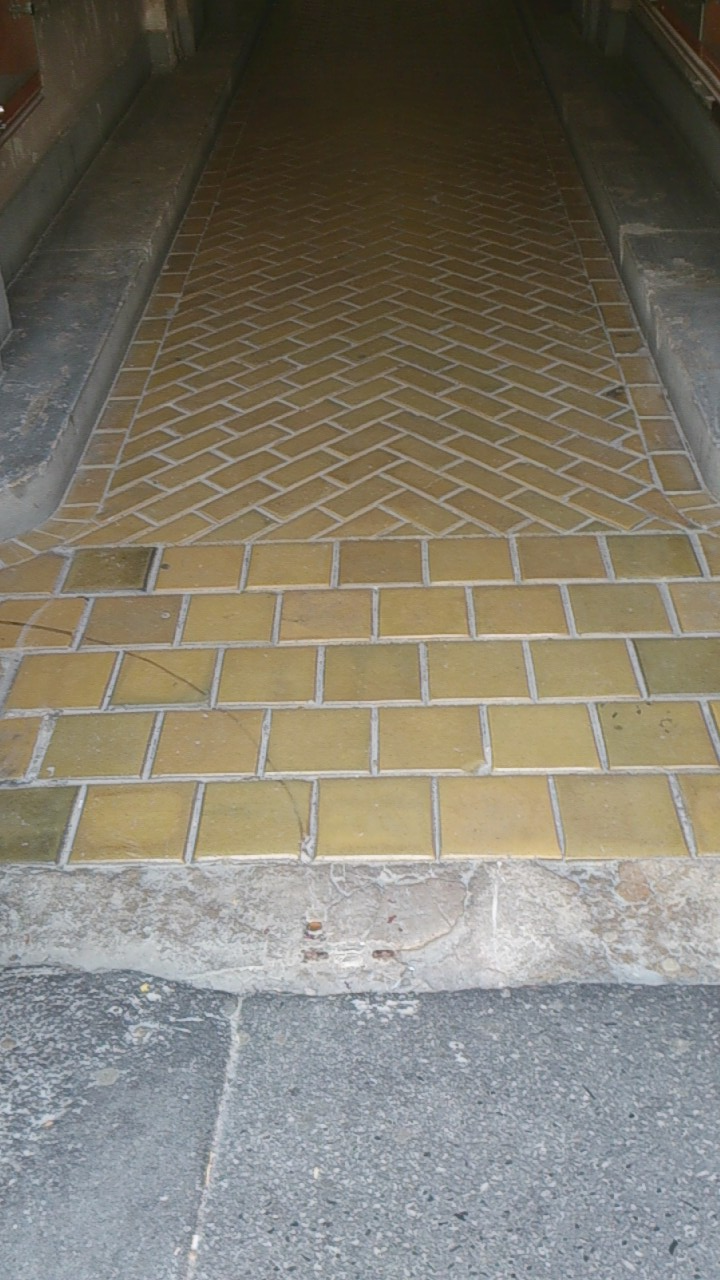
Keramit egy kapualjban
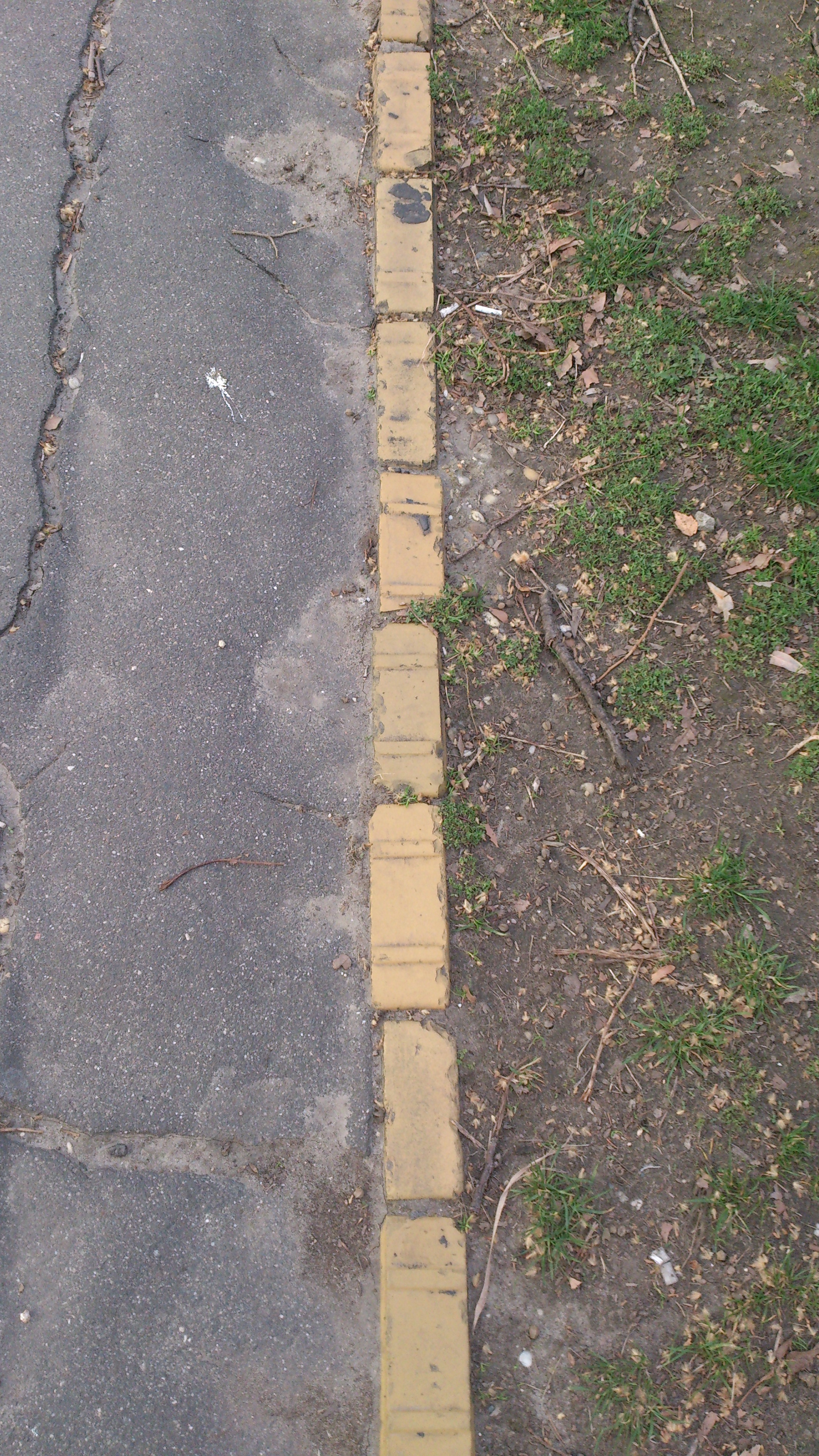
Keramit szegélykövek
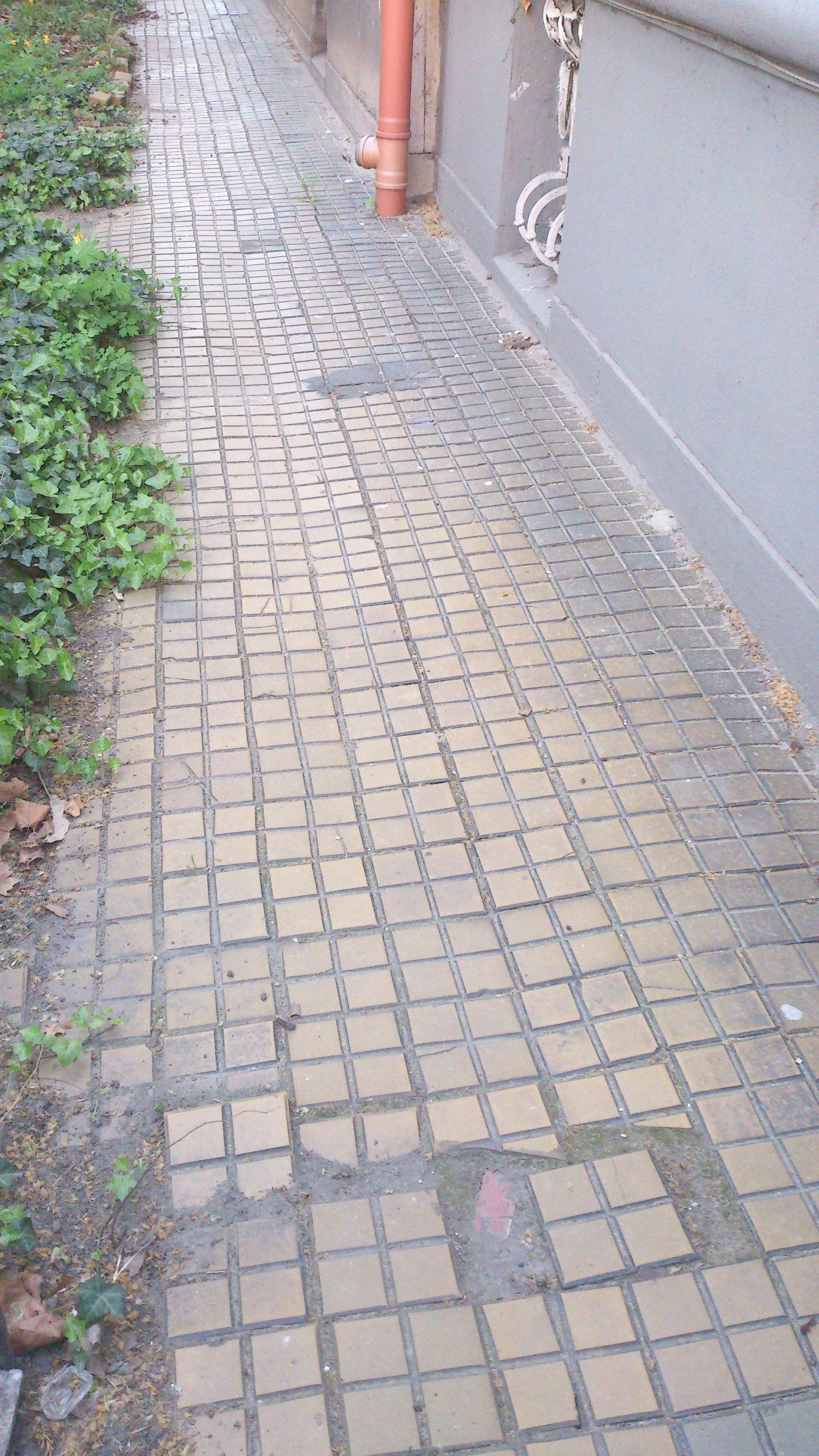
Keramit udvari burkolat
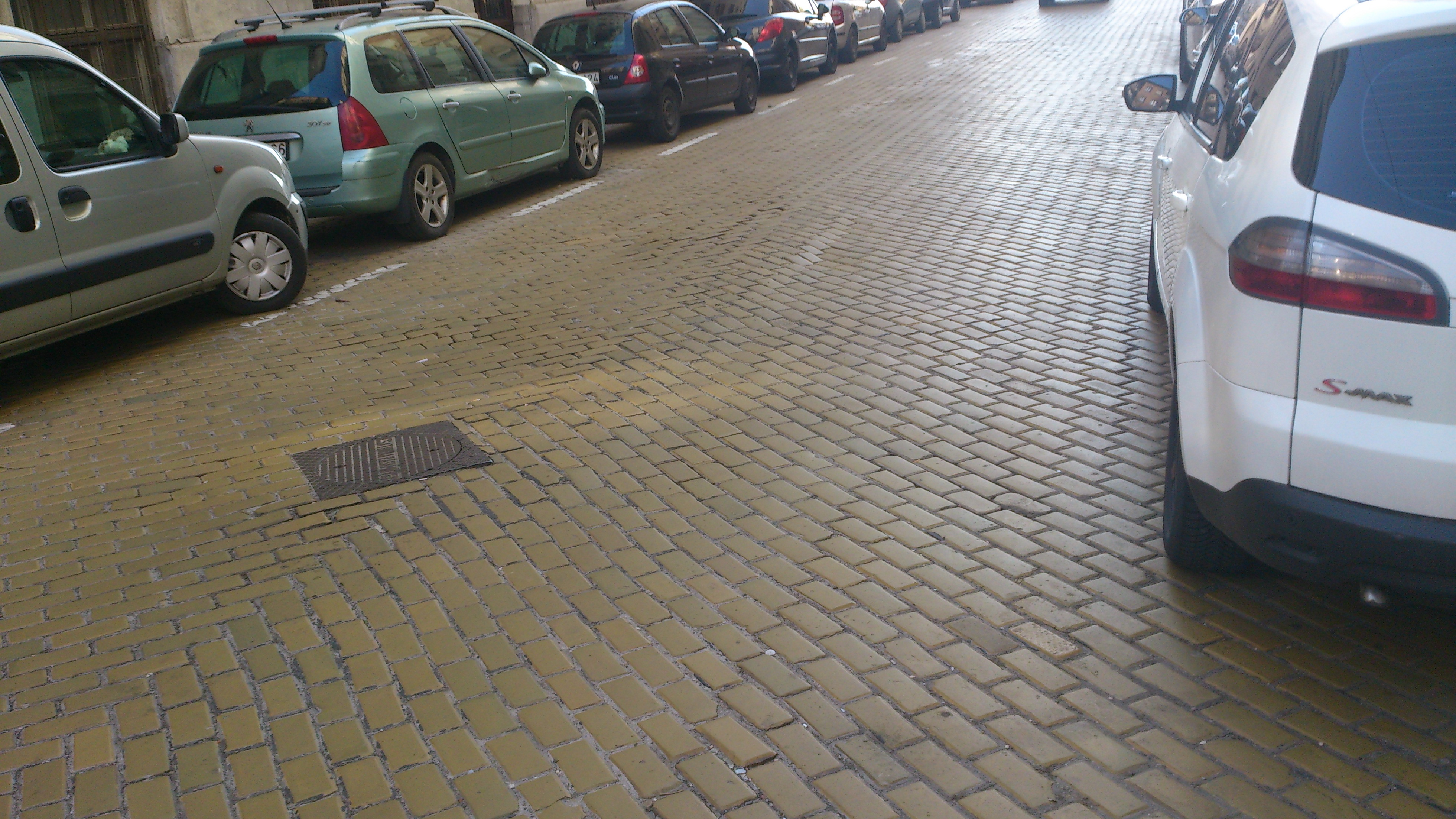
Keramitburkolat a XIII. kerületi Katona József utca végén
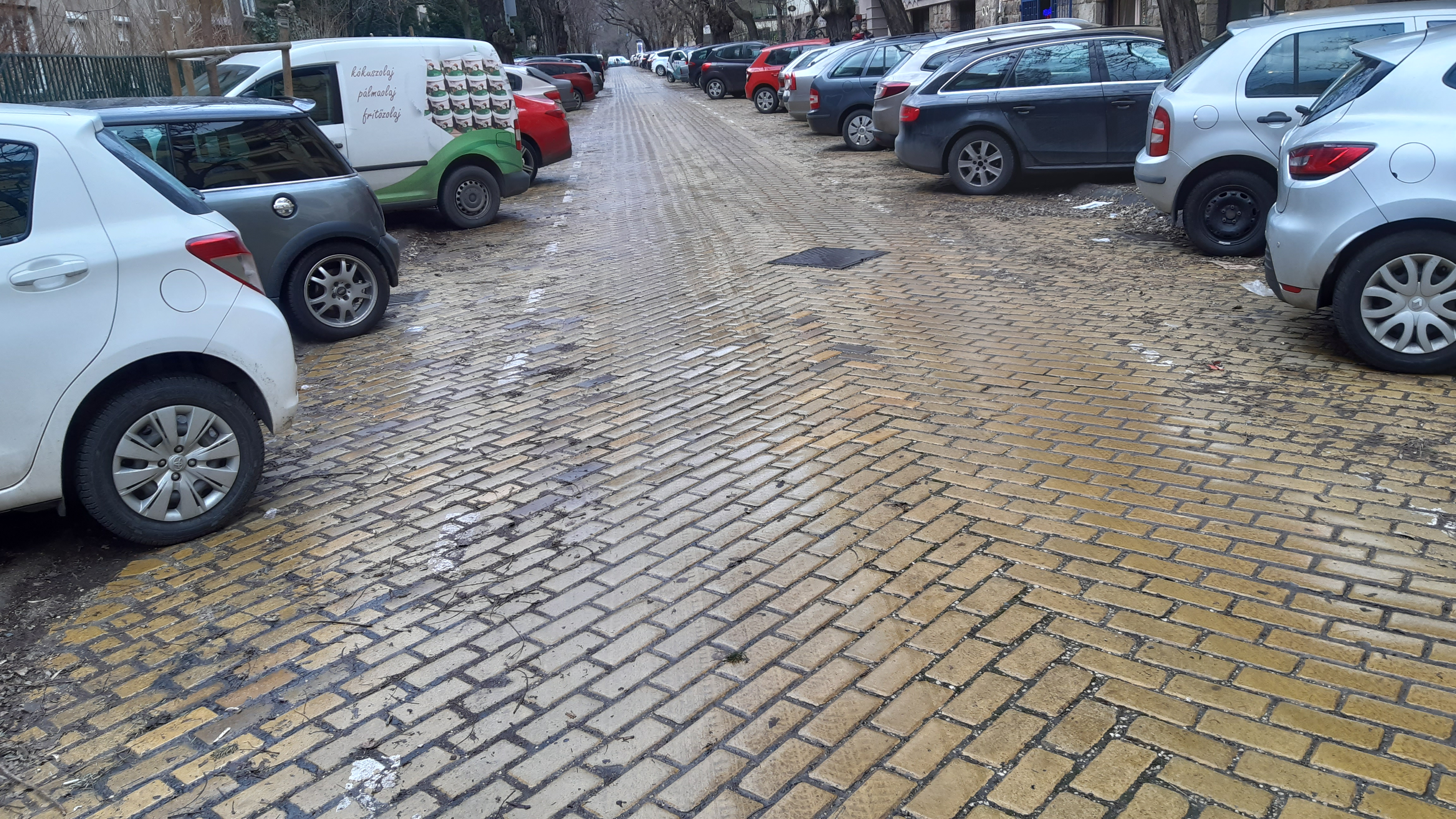
A keramittal burkolt Szabolcska Mihály utca a  XI. kerületben
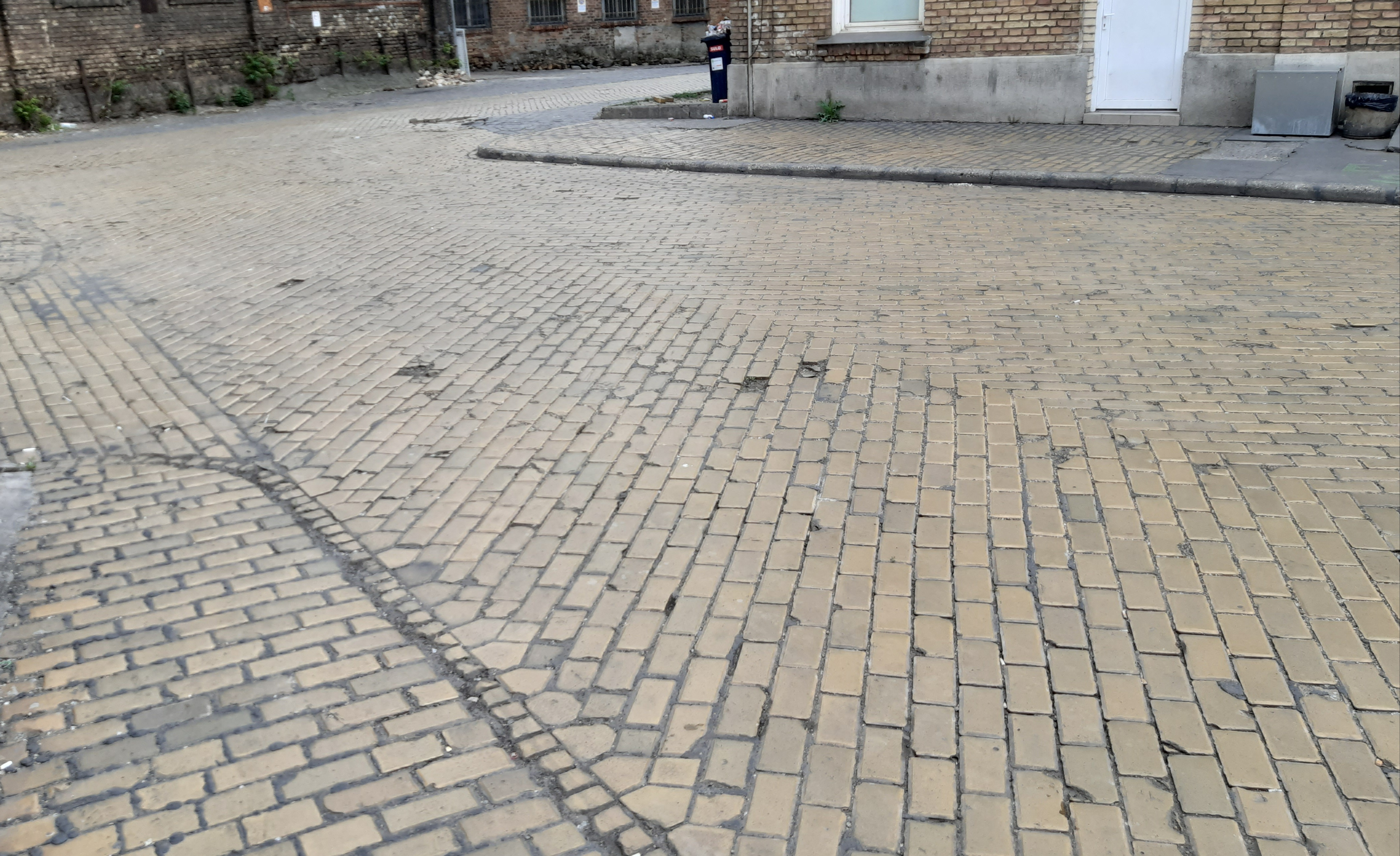
Nagykalapács utca, Csepel-Gyártelep